# Johann-Philipp-Palm-Preis
Der Johann-Philipp-Palm-Preis für Meinungs- und Pressefreiheit wird seit 2002 alle zwei Jahre vom Kuratorium der Palm-Stiftung e. V. im Gedenken an den Schorndorfer Buchhändler Johann Philipp Palm in Schorndorf verliehen. Initiator und Preis-Stifter ist das Apotheker-Ehepaar Maria und Johann-Philipp Palm (1918–2004). Die Auszeichnung ist mit 20.000 Euro dotiert.
Wegen Verbreitung der anti-napoléonischen Flugschrift Deutschland in seiner tiefen Erniedrigung wurde Johann Philipp Palm am 26. August 1806 in Braunau am Inn hingerichtet. Palm weigerte sich bis zum Schluss, die Namen der Verfasser des Pamphlets preiszugeben. In dieser Tradition würdigt der Preis Frauen, Männer sowie Institutionen, die „in herausragender Weise ein Beispiel für persönlichen oder institutionellen Einsatz zur ungehinderten Verwirklichung von Meinungs- und Pressefreiheit geben.“
Die Bekanntgabe des Preisträgers/der Preisträger erfolgt meist am 26. August, dem Todestag Palms. Kooperationspartner der preisvergebenden Stiftung sind die Stadt Schorndorf, Amnesty International, Reporter ohne Grenzen sowie das Haus der Geschichte Baden-Württemberg. Schirmherr ist der jeweilige Ministerpräsident des Landes Baden-Württemberg.

## Preisträger
- 2002: Sihem Bensedrine (Journalistin, Tunesien) und Christian Führer (Pfarrer und Bürgerrechtler, Deutschland)
- 2004: Sergeij Duvanov (Journalist, Kasachstan) und Malalai (Frauenmagazin, Afghanistan)
- 2006: The Point (Tageszeitung, Gambia)[2] und Asya Tretyuk (Journalistin)
- 2008: Seyran Ateş (Autorin und Frauenrechtlerin, Deutschland) und Itai Mushekwe (Simbabwe)
- 2010: Mahboubeh Abbasgholizadeh (Iran) und Pedro Matías Arrazola (Mexiko)
- 2012: Hrant Dink (postum; Journalist, Türkei) und Ala al-Aswani (Autor, Ägypten)
- 2014: Nazeeha Saeed (Journalistin, Bahrain) und Salijon Abdurakhmanov (Journalist, Usbekistan)
- 2016: Inès Lydie Gakiza, (Radiojournalistin Burundi, Ruanda) und Akademiker für den Frieden (Friedensaktivisten, Türkei)
- 2018: Štefica Galić (Journalistin, Bosnien und Herzegowina) und Josephine Achiro Fortelo (Journalistin, Südsudan)
- 2020: Bushra Al-Maktari (Aktivistin und Buchautorin aus dem Jemen) und Gui Minhai (Buchautor und Verleger aus China)[3]
- 2022 Coracon, Verband kommunaler Radio- und TV-Stationen aus dem Kongo und Alexei Wenediktow, Journalist und Redakteur aus Russland